# Blåsta!
Blåsta! (fullständig titel: Nedskärningsåren som formade en generation) är en bok skriven av den svenske journalisten, folkhögskolläraren och politikern Gustav Fridolin. Boken gavs ut 2009, både inbunden och i pocket av förlaget Ordfront.
Boken handlar om 80-talisterna som växte upp under 1990-talet. Denna grupp har bland annat kallats Nexters, generation Me, generation Y, O, C, K, MOKLOFS och Homo Zappiens. Fridolin (född 1983) berättar om 80-talisterna ur olika synvinklar, genom intervjuer, fakta, statistik och analyser och ställer sig frågan om vad 90-talets nedskärningar i bland annat skolan har kostat dessa människor.
80-talisterna har kallats både lata, oengagerade och otaliga rapporter berättar om ungdomarnas allt sämre betyg. Förklaringen på detta har förklarats på många olika sätt och Internet, TV, och mobiltelefoner är bara några saker som fått ta skulden för ungdomarnas dåliga betyg. I boken pekar Fridolin på nedskärningarna som den största orsaken. Han förklarar att även om det mitt i alla nedskärningar fanns en gemensam tro på förändring och att samhället skulle utvecklas till det bättre, så visade den dåliga ekonomin i bland annat sjukvården, arbetsmarknaden, och skolan ungdomarna att de hade blivit lurade, blåsta.
Bokens arbetstitel var Blåsta!: Sveket mot 80-talisterna.